# Cyrtandra vesiculata
Cyrtandra vesiculata är en tvåhjärtbladig växtart som beskrevs av Margaret Clark Gillett. Cyrtandra vesiculata ingår i släktet Cyrtandra och familjen Gesneriaceae. Inga underarter finns listade i Catalogue of Life.